# Stigler (Oklahoma)
Stigler es una ciudad ubicada en el condado de Haskell en el estado estadounidense de Oklahoma. En el año 2010 tenía una población de 	2685 habitantes y una densidad poblacional de 	471,05 personas por km².

## Geografía
Stigler se encuentra ubicada en las coordenadas 35°15′23″N 95°7′27″O / 35.25639, -95.12417 (35.256357, -95.124105).

## Demografía
Según la Oficina del Censo en 2000 los ingresos medios por hogar en la localidad eran de $19,594 y los ingresos medios por familia eran $28,839. Los hombres tenían unos ingresos medios de $24,350 frente a los $22,500 para las mujeres. La renta per cápita para la localidad era de $16,293. Alrededor del 25.8% de la población estaban por debajo del umbral de pobreza.